# IC 2431
IC 2431 — галактика типу 4S () у сузір'ї Рак.
Цей об'єкт міститься в оригінальній редакції індексного каталогу.